# Durtal
Durtal es una población y comuna francesa, en la región de Países del Loira, departamento de Maine y Loira, en el distrito de Angers y cantón de Durtal.

## Demografía
| 3102 | 3161 | 3251 | 3240 | 3195 | 3224 |
| Para los censos de 1962 a 1999 la población legal corresponde a la población sin duplicidades (Fuente: INSEE [Consultar]) |      |      |      |      |      |